# Пилатюк Назарій Ігорович
Назарій Ігорович Пилатю́к (нар. 17 січня 1987, Івано-Франківськ) — український скрипаль, педагог.  Народний артист України (2024 р.).                                                                                                                                                   Член-кореспондент Національної академії мистецтв України (2024).                  Лауреат Державної премії імені М.В. Лисенка  (2023).                                                     Заслужений артист України.                                                                                                        Кандидат мистецтвознавства, доктор філософії (2013).                                                           Професор кафедри скрипки Львівської національної                                                     музичної академії імені М. В. Лисенка, професор.                                                                                       Лауреат міжнародних конкурсів. Соліст-інструменталіст вищої категорії Національного будинку органної та камерної музики України (м. Київ).

## Життєпис
Батько — народний артист України, ректор ЛНМА імені Миколи Лисенка (від 1999) Ігор Пилатюк. Мати — піаністка. Навчався в Київській та Львівській спеціальних музичних школах (класи І. Пилатюка), Львівській національній музичній академії імені М. В. Лисенка (класи І. Пилатюка, закінчив 2009 року). Проходив майстер-класи в Богодара Которовича. Здобув другу вищу освіту у ЛНМА ім. М. Лисенка (спеціалізація — оперно-симфонічне диригування, клас Народного артиста України, професора Івана Юзюка).
Працював концертмейстером симфонічного оркестру в Ополе (Польща, 2007—2010). Після повернення в Україну здобув у жовтні 2010 року Гран-прі конкурсу «У благословенні скрипалевих рук» (Тернопіль). Після цього — соліст Молодіжного симфонічного оркестру «INSO — Львів».
Лауреат міжнародних конкурсів:
- Міжнародного конкурсу скрипалів Богодара Которовича (Харків, 1999),
- Ім. К. Флєша (Угорщина, 2003),
- Ім. М. В. Лисенка (Київ, 2007),
- Володар Гран-прі конкурсу скрипалів «У благословенні скрипалевих рук» (Тернопіль, 2010),
- На міжнародному конкурсі скрипалів ім. Ю. Янкелевича в Омську став лауреатом Першої премії та володарем спеціального призу — скрипки роботи видатного французького майстра А. Карбонара.

У 2009 році відзначений Золотою медаллю Академії мистецтв України.
4 червня 2016 концертував у рідному місті батька під час першого фестивалю «Дні Пінзеля».
Нагороджений Великою золотою медаллю Національної академії мистецтв України (2010).
Нагороджений премією молодих вчених Львівської облдержадміністрації та обласної ради (2010).
Здобув звання кандидата мистецтвознавства України (2014).
Учасник фестивалів: Music-Fest (Київ, 1999-2022), «Дні культури України в Молдові» (Кишинів, 2000), «Зірки планети» (Ялта, ‎2001—2003), «Январские вечера» (Брест, 2004), «Музика — наш спільний дім» (Харків, 2003), «Дні музики над Одером» (Польща), Фестивалю ім. А. Дідура (Польща, 2005), Фестивалю німецької музики в Польщі (Польща, 2006), Фестивалю в Гантері (США, ‎2008-2024).  «Дні музики Мирослава Скорика» (Київ, 2013-2024), «Charnleston Music-Fest» (США, 2014, 2020-2023). Лауреат Фонду культури «Нові імена України» (Україна, 2001), постійний учасник фестивалю «Віртуози» (Львів).
Стипендіат фонду ім. В. Співакова (2004); Президентський стипендіат ‎(2005, 2009, 2021). Кращий студент року (Україна, 2008).
У ‎2008—2010 pp. — концертмейстер та соліст симфонічного оркестру філармонії в м. Ополє (Польща). Навчатись гри на скрипці розпочав з семи років у свого батька Ігоря Пилатюка та в студії при Івано-Франківському музичному училищі ім.                     Д. Січинського (клас Р. Шиптура), далі у Київській середній спеціальній музичній школі ім. М. Лисенка ‎(1998—2000). Закінчив Львівську середню спеціальну музичну школу-інтернат ім. С. Крушельницької ‎(2000—2004) в класі професора І. Пилатюка.  ‎2004—2011 р., навчався у Львівській національній музичній академії імені М. В. Лисенка (клас професора І. Пилатюка). Удосконалював виконавську майстерність на майстер-класах професорів Богодара Которовича ‎(2000—2007), Захара Брона (Польща, 2002; Гамбург, 2006), Міхаеля Фрішеншляґера (Австрія, 2003, 2005), Йосифа Томашека (Австрія, 2004), професора Анни Чумаченко (Мюнхен, 2007).
Від  2009 року  працює викладачем кафедри скрипки Львівської національної музичної академії ім. М. В. Лисенка, від 2022 року - професор кафедри скрипки ЛНМА імені М.В. Лисенка.
У 2014 р. в Львівському національному академічному театрі опери та балету імені С.Крушельницької відбулася прем'єра   опери Миколи Лисенка за однойменною п'єсою Івана Котляревського «Наталка Полтавка» в обробці Мирослава Скорика (диригент - Назарій Пилатюк).
‎У 2014—2015 роках пройшов стажування в Академії ім. Ф. Ліста (Веймар, Німеччина) у класі професора М. Сімми.
Веде насичену концертно-гастрольну діяльність в Україні, Польщі, Австрії, Німеччині. Угорщині, Швеції, Фінляндії, США.                    Герой України, Шевченківський лауреат, композитор Мирослав Скорик присвятив Назарієві Пилатюку Концерт № 7 для скрипки та симфонічного оркестру, який у 2014 р. був записаний студією (NAXOS) у супроводі Національного одеського симфонічного оркестру під орудою всесвітньо відомого диригента Ерла Хобарта.                                                                            Назарій Пилатюк виступав із  Шведським національним симфонічним оркестром радіо і телебачення; Національним симфонічним оркестром України; «Київськими солістами», «Віртуозами Львова», академічним симфонічним оркестром Львівської філармонії ім. С. Людкевича, Камерним оркестром «Академія» Львівської національної музичної академії імені М. В. Лисенка.
Співпрацює з українськими диригентами: І. Юзюком, Я. Колессою, М. Крілем, В. Сивохіпом, Ю. Пороховником,                              Ю. Бервецьким, І. Пилатюком, С. Бурком, Б. Плащем М. Скориком, В. Сіренком, В. Плоскіною, А. Торибаєвим, Д. Логвіном; зарубіжними  диригентами:  С. Сондецкісом (Прибалтика), З. Ріхердом (Німеччина), Б. Давідовим (Польща), Ч. Грабовським (Польща), Е. Хобартом (Україна, США), Г. Мосопом (Швеція), а також із видатними виконавцями, зокрема, з піаністами:                             П. Довганем (Україна), Й. Єрмінем (Україна), В. Винницьким (США), М. Драганом (Україна), Д. Оніщенком (Україна), Е. Чуприк (Україна), Т. Войтех; органістами: В. Кошубою, В. Балаховською, І. Харечко, М. Сидоренко; віолончелістами: Н. Хомою (США), Т. Менцинським (Україна), Ю. Ланюком, (Україна), Я. Мигалем (Україна); І. Кучером (Україна); альтистами: Ренді Келлі (концертмейстер Пітсбурзького симфонічного оркестру, США), Б. Дев'ятовим (США) Р. Борковським (Україна); скрипалями: Анастасією Пилатюк (концертмейстер Валенсійської опери), Ф. Кассіком (концертмейстер Дрездеської капелли), О. Крисою (США, Україна), В. Співаковим (Росія), А. Рабіновою (США), О. Бруссіловським (Франція).
Від 2008 року Назарій Пилатюк грає у складі камерно-інструментальних ансамблів, зокрема, фортепіанному тріо (разом із Володимиром Винницьким (фортепіано) і Наталею Хомою (віолончель), під назвою "Київ", 2011),  із Квартетом ім. Леонтовича та ін.